# Alergología
Se entiende por alergología la especialización clínica que comprende el conocimiento, diagnóstico y tratamiento de la patología alérgica producida por mecanismos inflamatorios e inmunológicos, especialmente de hipersensibilidad, con las técnicas que le son propias. Su campo de acción es muy amplio y abarca la patología localizada en un órgano o sistema (tracto respiratorio, piel, tracto digestivo, principalmente) o generalizada. Las enfermedades alérgicas son de alta prevalencia a nivel mundial.
También tener en cuenta que esta especialidad médica es a veces asumida por otras especialidades en ciertos países como Chile, en el que son la Inmunología Clínica y la Dermatología quienes ven las alergias dependiendo del tipo de esta.

## Campos
Dentro de esta especialidad, se podrían considerar campos como:
- Alergia respiratoria (rinitis, rinosinusitis, rinoconjuntivitis y asma)
- Alergia a medicamentos
- DRESS, pustulosis exantemática generalizada aguda, síndrome de Stevens-Johnson y necrólisis epidérmica tóxica
- Dermatitis atópica
- Alergia al veneno de himenópteros (por ejemplo, avispas y abejas)
- Alergia de contacto
- Alergia alimentaria
- Esofagitis eosinofílica
- Alergia al polen
- Alergia a animales
- Alergia a látex
- Urticaria
- Mastocitosis
- Anafilaxia
- Entre otras

## Procedimientos
Además, se encarga de realizar procedimientos diagnósticos y terapéuticos tales como:
- Pruebas cutáneas de alergias - Prick test
- Pruebas intradérmicas
- Pruebas de parche epicutáneo
- Prueba de provocación
- Desensibilizaciones
- Inmunoterapia alérgeno específica